# سگ دالماسی
سگ دالماسی (به انگلیسی: Dalmatian dog) یکی از نژادهای سگ در اندازه بزرگ است و ویژگی مهم آن خال‌خالی بودن است. خاستگاه این نژاد منطقه دالماسی در کرواسی است. دالماسی‌ها معمولاً در هر زایمان شش تا نه توله دارند.
سگ‌های دالماسی دارای یک پوشش سفید خالدار با خال‌های تیره هستند. در ابتدا این نژاد به عنوان سگ شکاری پرورش می‌یافت، و در روزهای اولیه [از تاریخ پیدایش] همچنین به عنوان سگ همراه کالسکه نیز استفاده می‌شد. ریشه‌های این نژاد را می‌توان به کرواسی امروزی و منطقه تاریخی دالماسی در این کشور نسبت داد. تصور می‌شود که نیای اولیه این نژاد سگ‌های نژاد پوینتر و گونه خالدار گریت دین (نوعی سگ بزرگ) بوده‌اند. امروزه، این نژاد یک حیوان خانگی محبوب است و بسیاری از علاقه‌مندان، دالماسی‌ها را در مسابقات باشگاهی پرورش و نمایش سگ شرکت می‌دهند.

## جثه
دالماسی یک سگ عضلانی با استقامت عالی است. طبق استانداردهای نژادی کلوپ لانه آمریکایی (AKC)، وقتی به‌طور کامل رشد کند، قدی بین ۴۸ تا ۵۸ سانتیمتر (۱۹ تا ۲۳ اینچ) دارد.

## پوشش
توله‌های دالماسی با خز سفید ساده به دنیا می‌آیند و اولین خال‌های آنها معمولاً در عرض ۱۰ روز ظاهر می‌شود. با این حال، این خال‌ها ممکن است از بدو تولد روی پوست آنها قابل مشاهده باشند. این خال‌ها تا زمانی که سگ حدود ۱۸ ماهه شود به رشد و نمو ادامه می‌دهند. اندازه این خال‌ها معمولاً از ۲ تا ۶ سانتیمتر (۱٫۲۵ تا ۲٫۵ اینچ) متغیر است و شایع‌ترین رنگ‌ها مشکی یا قهوه‌ای جگری روی یک پس‌زمینه سفید هستند. رنگ جگری رنگ مغلوب (غیر غالب) در دالماسی‌ها است، به این معنی که هر دو والد باید ژن تعیین‌کننده خال‌های جگری را داشته باشند تا توله‌های این رنگی متولد شوند. اگر هر دو والد جگری باشند، تمام توله‌ها دارای خال‌های جگری خواهند بود. سگ‌های خال‌دار مشکی همیشه بینی مشکی دارند و سگ‌های خالدار جگری همیشه بینی قهوه‌ای دارند.
رنگ‌های و انواع دیگری که گاهی اوقات رخ می‌دهند عبارتند از خاکستری مایل به آبی، راه‌راه، موزائیکی، نارنجی یا لیمویی (زرد تیره تا زرد کمرنگ)، و سه رنگ (با لکه‌های مشکی، قهوه ای و نارنجی یا لیمویی). رنگ‌های نارنجی و لیمویی بیشتر رایج هستند، مخصوصاً در آمریکا، و این‌ها به نوعی رقیق‌شدگی از رنگ‌های استاندارد هستند. رنگ آن‌ها بسته به رنگ بینی‌شان، نارنجی یا لیمویی نامیده می‌شود.
الگوی رنگ‌بندی دیگر، لکه بزرگ و یک‌دست از یک رنگ به خصوص است که می‌تواند در هر کجای بدن ظاهر شود، اما بیشتر روی سر، گوش‌ها یا دم دیده می‌شود. این لکه‌ها در بدو تولد قابل مشاهده هستند و از گروهی از خال‌های به هم چسبیده تشکیل نشده‌اند. آنها را می‌توان با لبه صاف لکه تشخیص داد و هیچ موی سفید درهم بافته‌ای در آنها وجود ندارد. دالماسی‌های سفید خالص و بدون خال هم گاهی متولد می‌شوند.
پوشش دالماسی‌ها معمولاً کوتاه، صاف و متراکم است. با این حال، گاهی اوقات در میان دالماسی‌های با پوشش صاف، موارد دارای پوشش بلند (یا مو بلند) نیز به وجود می‌آیند. دالماسی‌های مو بلند از نظر استانداردهای نژادی پذیرفته نیستند، اما این افراد ریزش موی بسیار کمتری نسبت به همتایان با پوشش صاف خود دارند که در طول سال ریزش مو دارند. موهای کوتاه و زبر در نوع استاندارد اغلب در فرش، لباس و اثاثه یا لوازم داخلی و تقریباً هر نوع پارچه دیگری گیر می‌کنند و جدا کردن آنها می‌تواند سخت باشد. نظافت هفتگی با دستکش مخصوص نظافت سگ یا شانه مخصوص می‌تواند میزان ریزش موی دالماسی‌ها را کاهش دهد، اگرچه هیچ چیز نمی‌تواند به‌طور کامل جلوی ریزش مو را بگیرد. دالماسی‌ها به دلیل مقدار کم چربی در پوشش خود، بوی مخصوص سگ را ندارند و نسبت به بسیاری از نژادهای دیگر سگ نسبتاً تمیز باقی می‌مانند.

### تعداد توله در هر زایمان
دالماسی‌ها معمولاً در هر زایمان شش تا نه توله دارند.

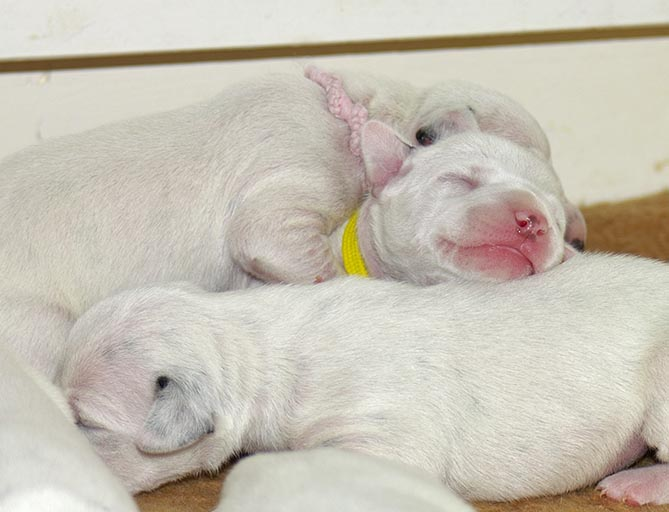
توله‌های دالماسی تازه متولد شده
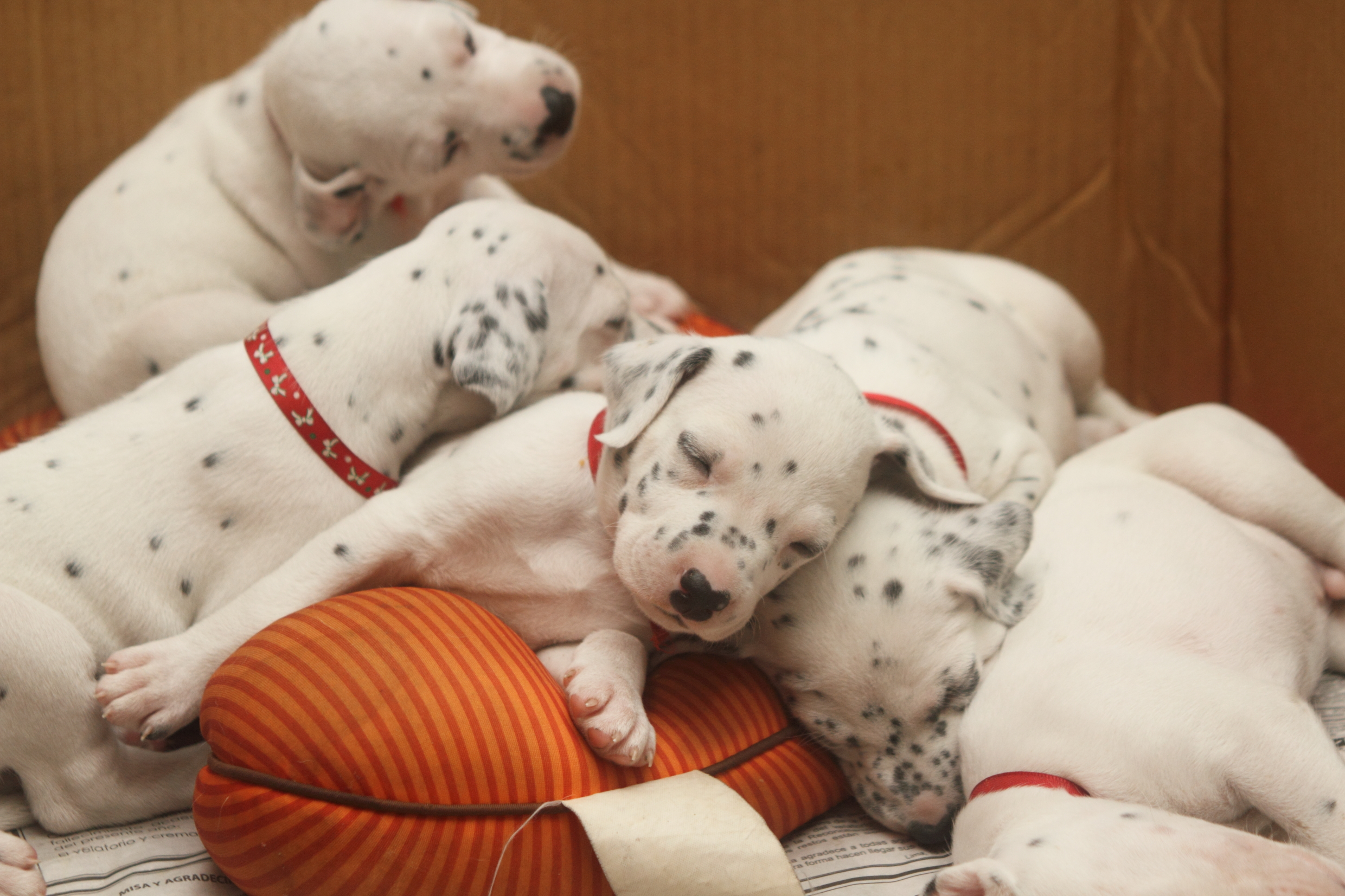
توله‌های دالماسی، سه‌هفته‌ای، خال‌ها در حال شکل‌گیری است
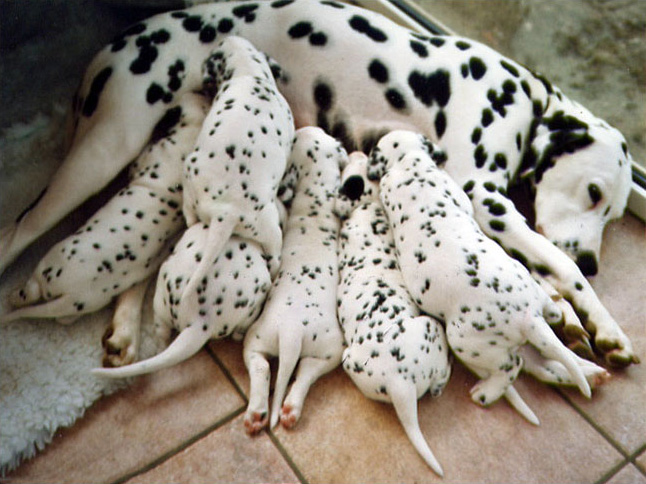
توله‌ها، چهار-پنج هفته‌ای
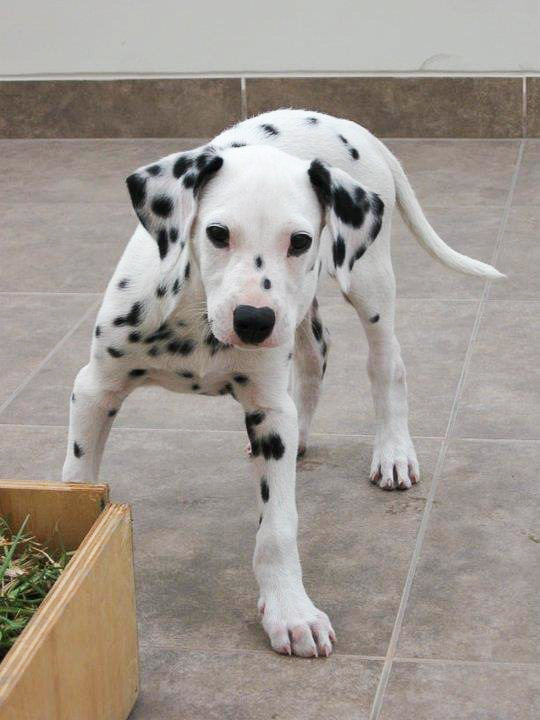
یک دالماسی سه‌ماهه
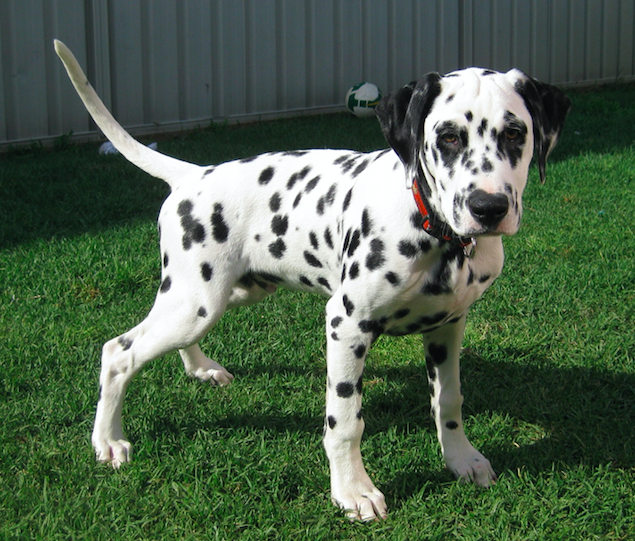
یک دالماسی چهارمهه

## سلامت

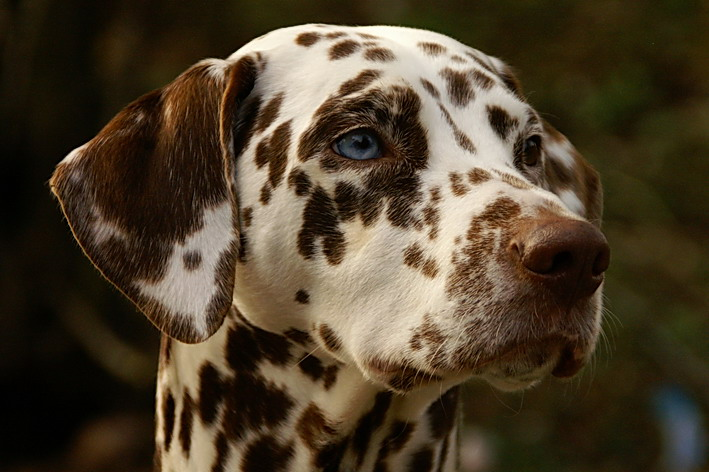
دالماسی با چشم آبی و قهوه‌ای

یک مطالعه در انگلستان طول عمر ۱۳٫۲ سال را برای دالماسی‌ها نشان داده است.
در سال‌های پایانی زندگی، هم نرها و هم ماده‌ها ممکن است از خار استخوانی و التهاب مفصل رنج ببرند. تیروئیدیت خودایمنی ممکن است یک وضعیت نسبتاً رایج برای این نژاد باشد که ۱۱٫۶٪ از سگ‌ها را تحت تأثیر قرار می‌دهد.

### شرایط پوستی
این نژاد مستعد شرایط پوستی زیر است: درماتیت آتوپیک، آفتاب‌سوختگی پوست، و کارسینوم سلول سنگفرشی.

### ناشنوایی
یک مطالعه در انگلستان نشان داد که ۱۸٫۴ درصد از دالماسی‌های مورد آزمایش در یک یا هر دو گوش ناشنوا هستند. این مطالعه همچنین هیچ ارتباطی بین رنگ خز و ناشنوایی پیدا نکرد. مطالعه دیگری در سوییس روی ۵۷۵ سگ از ۳۳ خانواده مختلف نشان داد که ۱۶٫۵٪ از دالماسی‌ها در یک یا هر دو گوش ناشنوا هستند. مطالعه ای آلمانی روی ۱۸۹۹ سگ از ۱۶۹ لانه مختلف نشان داد که ۱۹٫۶٪ از دالماسی‌ها در یک یا هر دو گوش ناشنوا هستند. این مطالعه نتیجه گرفت که ژن‌هایی غیر از ژن‌های مسئول رنگ آمیزی به‌طور قابل توجهی در ناشنوایی نقش دارند. مطالعه ای در ایالات متحده روی ۲۵٫۷٪ از دالماسی‌ها نشان داد که در یکی یا هر دو گوش ناشنوا هستند. این مطالعه شواهدی مبنی بر اینکه احتمالاً یک ژن منفرد مسئول ناشنوایی است را پیدا کرد.
محققان اکنون می‌دانند که ناشنوایی در حیوانات زال و ابلق به دلیل عدم وجود ملانوسیت‌های بالغ در گوش داخلی ایجاد می‌شود. این امر ممکن است بر روی یک یا هر دو گوش تأثیر بگذارد.

### توصیه‌های پرورش و سلامت
به‌طور معمول، تنها سگ‌هایی که شنوایی دوطرفه دارند برای تولید مثل استفاده می‌شوند؛ اگرچه آن سگ‌هایی که دارای شنوایی یک طرفه هستند، و حتی سگ‌هایی که دچار ناشنوایی دوطرفه اند، در صورت آموزش مناسب، می‌توانند به حیوانات خانگی خوبی تبدیل شوند. تفاوت اصلی و قابل توجه‌ترین سگ با شنوایی یک‌طرفه این است که آنها شنوایی جهت دار ندارند. اگرچه سگ قادر به شنیدن فردی خواهد بود، اما نمی‌تواند جهت قرارگیری فرد را تشخیص دهد.
موضع انجمن دالماسی‌ها در آمریکا در مورد توله‌های ناشنوا این است که آنها نباید برای تولید مثل استفاده شوند و اینکه مرگ راحت ممکن است به عنوان «جایگزینی برای واگذاری» در نظر گرفته شود. انجمن دالماسی‌های بریتانیا توصیه می‌کند که فقط توله‌هایی خریداری شوند که تست BAER برایشان انجام شده است. همین‌طور از همه اعضا درخواست می‌کند که نتایج آزمایش BAER توله‌های خود را ارائه دهند تا آمار واقعی ناشنوایی قابل بررسی باشد.
ثابت شده است که ارث بردن ژن مسبب رنگ خز ابلق شدید، باعث ایجاد چشم‌های آبی می‌شود؛ بنابراین، حتی اگر دالماسی‌های چشم آبی کاملاً شنوا باشند از نظر اصول پرورش اخلاقی مورد تأیید نیستند و جفتگیری و تولیدمثل آنها منع می‌شود. در انگلستان، چشم آبی یک خطای فاحش مطابق استانداردهای نژادی تلقی می‌شود، بنابراین دالماسی‌های چشم آبی در نمایش‌های مربوط به نژاد (show ring) امتیازی کسب نمی‌کنند.

### شرایط اسکلتی
یک مطالعه در آمریکای شمالی روی پرونده‌های بیمارستان دامپزشکی نشان داد که از بیش از ۹۰۰۰ دالماسی، ۱٫۳۶٪ به دیسپلازی مفصل ران مبتلا بوده‌اند، این در حالیست که نرخ کلی دیسپلازی در سگ‌ها ۳٫۵۲٪ است.

### دالماسی‌ها و نقرس
دالماسی‌ها، مانند انسان‌ها، می‌توانند از هیپراوریسمی رنج ببرند. کبد دالماسی‌ها در تجزیه اوریک اسید مشکل دارد، اسیدی که می‌تواند در سرم افزایش یابد (هیپراوریسمی) و به دنبالش باعث نقرس شود. اوریک اسید همچنین می‌تواند در غلظت‌های بالا در ادرار دفع شود که باعث تشکیل سنگ کلیه و سنگ مثانه می‌گردد. این شرایط بیشتر در سگ‌های نر میانسال رخ می‌دهد. نرهای بالای ده سال مستعد سنگ کلیه هستند و باید مصرف کلسیم آنها کاهش یابد یا داروهای پیشگیرانه به آنها داده شود. برای کاهش خطر ابتلا به نقرس و سنگ، صاحبان این سگ‌ها باید با اجتناب از دادن غذاهایی که حاوی گوشت اندام‌ها، فراورده جانوری یا سایر ترکیبات با پورین بالا به سگ است، به دقت مصرف پورین سگ را محدود کنند. هیپراوریسمی در دالماسی‌ها به درمان با سوپراکسید دیسموتاز، فرمولاسیون دامپزشکی آنزیم آنتی‌اکسیدان، سوپراکسید دیسموتاز پاسخ می‌دهد.

#### پروژه اصلاح نژادی دالماسی-پوینتر
هیپراوریسمی در دالماسی‌ها (مانند همه نژادها) ارثی است، اما بر خلاف سایر نژادها، ژن طبیعی انتقال‌دهنده اوریک اسید که امکان ورود اوریک اسید به سلول‌های کبدی و متعاقباً تجزیه آن را فراهم می‌سازد، در استخر ژنی (مجموعه ژن‌های) این نژاد وجود ندارد؛ بنابراین، امکان حذف هیپراوریسمی در میان دالماسی‌های خالص‌نژاد وجود ندارد. تنها راه حل ممکن برای این مشکل باید آمیزش دالماسی‌ها با سایر نژادها برای معرفی مجدد ژن طبیعی انتقال‌دهنده اوریک اسید باشد. این امر منجر به بنیان‌گذاری پروژه اصلاح نژادی دالماسی-پوینتر شد که هدف آن معرفی مجدد ژن طبیعی انتقال‌دهنده اوریک اسید به نژاد دالماسی بود. در اصلاح نژادی انجام شده از یک سگ نژاد پوینتر استفاده شد. تمام آمیزش‌های بعدی با دالماسی‌های اصیل صورت گرفت. این پروژه در سال ۱۹۷۳ توسط دکتر رابرت شایبل آغاز شد. هیبریدهای (دورگه‌های حاصل از) نسل اول (F1) شباهت زیادی به دالماسی‌ها نداشتند. سپس سگ‌های F1 با دالماسی‌های اصیل آمیزش شدند که منجر به توله‌هایی با شباهت بیشتر به دالماسی اصیل شد. تا نسل پنجم در سال ۱۹۸۱، آنها شباهت بسیار زیادی به دالماسی‌های اصیل داشتند، تا آنجا که دکتر شایبل کلوپ آمریکایی پرورش سگ (AKC) را متقاعد کرد که به دو تا از این هیبریدها اجازه ثبت به عنوان دالماسی اصیل داده شود. رئیس وقت AKC یعنی ویلیام اف. استیفل (William F. Stifel) در این مورد اظهار داشت، «اگر روشی منطقی و علمی برای اصلاح مشکلات ژنتیکی سلامت مرتبط با صفات خاص نژادی وجود داشته باشد و در عین حال یکپارچگی استانداردهای آن نژاد را حفظ کند، این وظیفه American Kennel Club است که راه را برای انجام این کار هموار کند». هیئت مدیره کلوپ دالماسی آمریکا (DCA) از این تصمیم حمایت کرد. با این حال، این تصمیم به سرعت در بین اعضای کلوپ جنجال‌برانگیز شد. رأی‌گیری توسط اعضای DCA در مخالفت با ثبت‌نام این دورگه‌ها، باعث شد AKC ثبت‌نام فرزندان این سگ را ممنوع کند.
در مجمع عمومی سالیانه DCA در ماه مه سال ۲۰۰۶، موضوع اصلاح نژادی مجدداً توسط اعضای کلوپ مورد بحث قرار گرفت. در ژوئن همان سال، به اعضای DCA فرصتی داده شد تا در مورد بازگشایی بحث پروژه اصلاح نژادی دالماسی رای‌گیری کنند. نتایج این رای‌گیری تقریباً ۲ به ۱ به نفع بررسی مجدد حمایت DCA از این پروژه بود. این موضوع با انتشار مقالاتی که اطلاعات بیشتری را در حمایت از و زیر سؤال بردن نیاز به این پروژه ارائه می‌داد شروع شده است. در ژوئیه ۲۰۱۱، AKC با ثبت دالماسی‌های حاصل از اصلاح نژاد موافقت کرد.
در سال ۲۰۱۰، کلوپ پرورش سگ بریتانیا (Kennel Club) یک دالماسی حاصل از اصلاح نژادی به نام Ch. Fiacre's First and Foremost را ثبت کرد. چندین محدودیت برای این سگ اعمال شد. اگرچه این سگ حداقل ۱۳ نسل با آمیزش پوینتر اصلی فاصله دارد، نسل دورگه F1 تا F3 آن با ستاره در گواهینامه‌های ثبت مشخص می‌شوند (که «نشان دهنده پرورش ناخالص یا تأیید نشده هستند»،). هیچ نسلی نمی‌تواند برای پنج سال آینده به عنوان دارای شجره‌نامه صادر شود و همه باید از نظر سلامتی مورد آزمایش قرار گیرند. کلوپ‌های پرورش نژاد دالماسی در بریتانیا به تصمیم کلوپ پرورش (Kennel Club) اعتراض کرده‌اند.
اگرچه دالماسی‌های LUA (دالماسی‌هایی با میزان اوریک اسید پایین) دچار سنگ ادراری نخواهند شد، ولی همچنان ممکن است انواع دیگر سنگ‌ها در آنها ایجاد شود.

#### پروژه میراث دالماسی
پروژه میراث دالماسی (The Dalmatian Heritage Project) در سال ۲۰۰۵ آغاز شد. هدف این پروژه حفظ و بهبود نژاد دالماسی با پرورش سگ‌های والدین خوش مشرب و مطمئن با متابولیسم ادراری طبیعی و شنوایی دوطرفه است. همه توله سگ‌ها در پروژه میراث از نسل والدین دکتر رابرت شایبل (Dr. Robert Schaible) هستند.

## تاریخچه

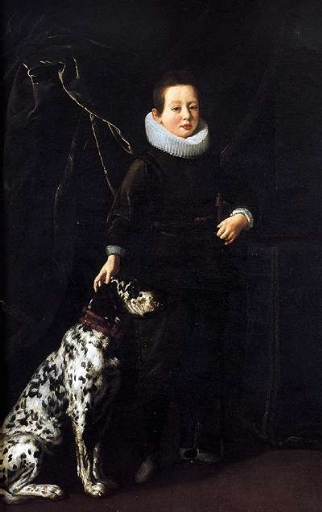
Francesco di Cosimo II de' Medici (1614–1634) with a Dalmatian, by Justus Sustermans

سازمان جهانی سگ (FCI) کرواسی را به عنوان کشور مبدأ این نژاد به رسمیت شناخته است و به چندین منبع تاریخی استناد می‌کند.
اولین اشاره کتبی شناخته شده به سگ دالماسی مربوط به سال ۱۳۷۵ است، زمانی که اسقف پیتر از جاکوو (Đakovo) به یک سگ شکاری اشاره می‌کند که عمدتاً در دالماسیا یافت می‌شود. این سگ موی کوتاه سفید با خال‌های گرد سیاه در قسمت‌های مختلف بدن دارد و با نام لاتین Canis Dalmaticus شناخته می‌شود.
قدیمی‌ترین تصاویر این نژاد در کرواسی یافت شده‌اند: یک نقاشی روی محراب در ولی لوشینی که مربوط به سال‌های ۱۶۰۰–۱۶۳۰ است و یک نقاشی دیواری در زائوستروگ. اولین توصیف دقیق و شناخته شده از دالماسی (کرواتی: Dalmatinski pas, Dalmatiner, Dalmatinac) به اوایل قرن هجدهم و بایگانی‌های کلیسای کاتولیک رومی جاکوو بازمی‌گردد، جایی که این سگ در سال ۱۷۱۹ توسط اسقف پتار باکیچ و سپس مجدداً در سال ۱۷۳۹ توسط کشیش کلیسا آندریاس کشکمتی در وقایع کلیسا تحت نام Canis Dalmaticus ذکر و توصیف شد. در سال ۱۷۷۱، توماس پنانت در کتاب خود به نام خلاصه‌ای از چهارپایان این نژاد را توصیف کرد و نوشت که منشأ این نژاد از دالماسی; است و آن را با نام Dalmatian مورد اشاره قرار داد. در کتاب توماس بیویک به نام تاریخ کلی چهارپایان که در سال ۱۷۹۰ منتشر شد، به این نژاد با عنوان Dalmatian یا Coach Dog (دالماسی یا سگ کالسکه) اشاره شده است.
در طول دوره نیابت سلطنت، دالماسی به یک نماد منزلت اجتماعی تبدیل شد و نمونه‌های با خال‌های تزیینی بسیار ارزشمند بودند. از این نژاد همچنین برای نگهبانی از اصطبل‌ها در شب استفاده می‌شد.
این نژاد عمدتاً در انگلستان توسعه یافت و پرورش داده شد. اولین استاندارد غیررسمی برای این نژاد در سال ۱۸۸۲ توسط فردی انگلیسی به نام ورو شا معرفی شد. در سال ۱۸۹۰ با تشکیل اولین کلوپ دالماسی در انگلیس، این استاندارد رسمی گردید. هنگامی که این سگ با خال‌های منحصربفردش برای اولین بار در سال ۱۸۶۲ در انگلستان به نمایش درآمد، گفته شد که به عنوان سگ نگهبان و همراه عشایر دالماسیا مورد استفاده قرار می‌گرفته است. خز منحصربه‌فرد این نژاد از سال ۱۹۲۰ محبوبیت پیدا کرد و به‌طور گسترده در سراسر قاره اروپا توزیع شد. نشانه‌های غیر معمول این نژاد اغلب توسط نویسندگان قدیمی در رشته سگ‌شناسی ذکر شده است.

### وظایف

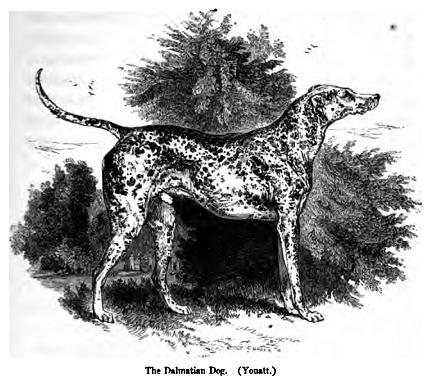
یک دالماسی، چاپ شده در سال ۱۸۵۹

وظایف این نژاد به اندازه نیاکان شناخته‌شده‌اش متنوع است. دالماسی‌ها به عنوان سگ شکاری و سگ در امور نظامی مورد استفاده قرار گرفتند و از مرزهای دالماسی محافظت می‌کردند. تا به امروز، این نژاد غریزه نگهبانی قوی را حفظ کرده است؛ اگرچه با کسانی که سگ می‌شناسد و به آنها اعتماد دارد، دوستانه و وفادار است، اما اغلب با غریبه‌ها و سگ‌های ناشناس رفتاری سرد دارد. دالماسی‌ها غریزه شکار قوی دارند و نابودکننده عالی موش‌ها و جانوران موذی هستند. در ورزش، آنها به عنوان سگ پرنده، سگ شکاری، سگ شکاری، و سگ‌های شکاری گروهی برای شکار گراز وحشی یا گوزن استفاده شده‌اند. خال‌های چشمگیر و هوش آن‌ها، دالماسی‌ها را در طول سال‌ها به سگ‌های موفق سیرک تبدیل کرده است.
دالماسی‌ها شاید بیشتر به دلیل کار کردن برای آتش‌نشانها به خاطر نقششان به عنوان همراهان دستگاه‌ها و ماشین‌آلات آتش‌نشانی و سگ نماد ایستگاه‌های آتش‌نشانی شناخته شده باشند. از آنجایی که دالماسی‌ها و اسب‌ها بسیار سازگار هستند، این سگ‌ها به راحتی آموزش می‌دیدند که جلوی کالسکه‌ها بدوند تا به باز کردن مسیر کمک کنند و اسب‌ها و آتش‌نشان‌ها را به سرعت به محل آتش‌سوزی هدایت کنند.

## در فرهنگ عامه

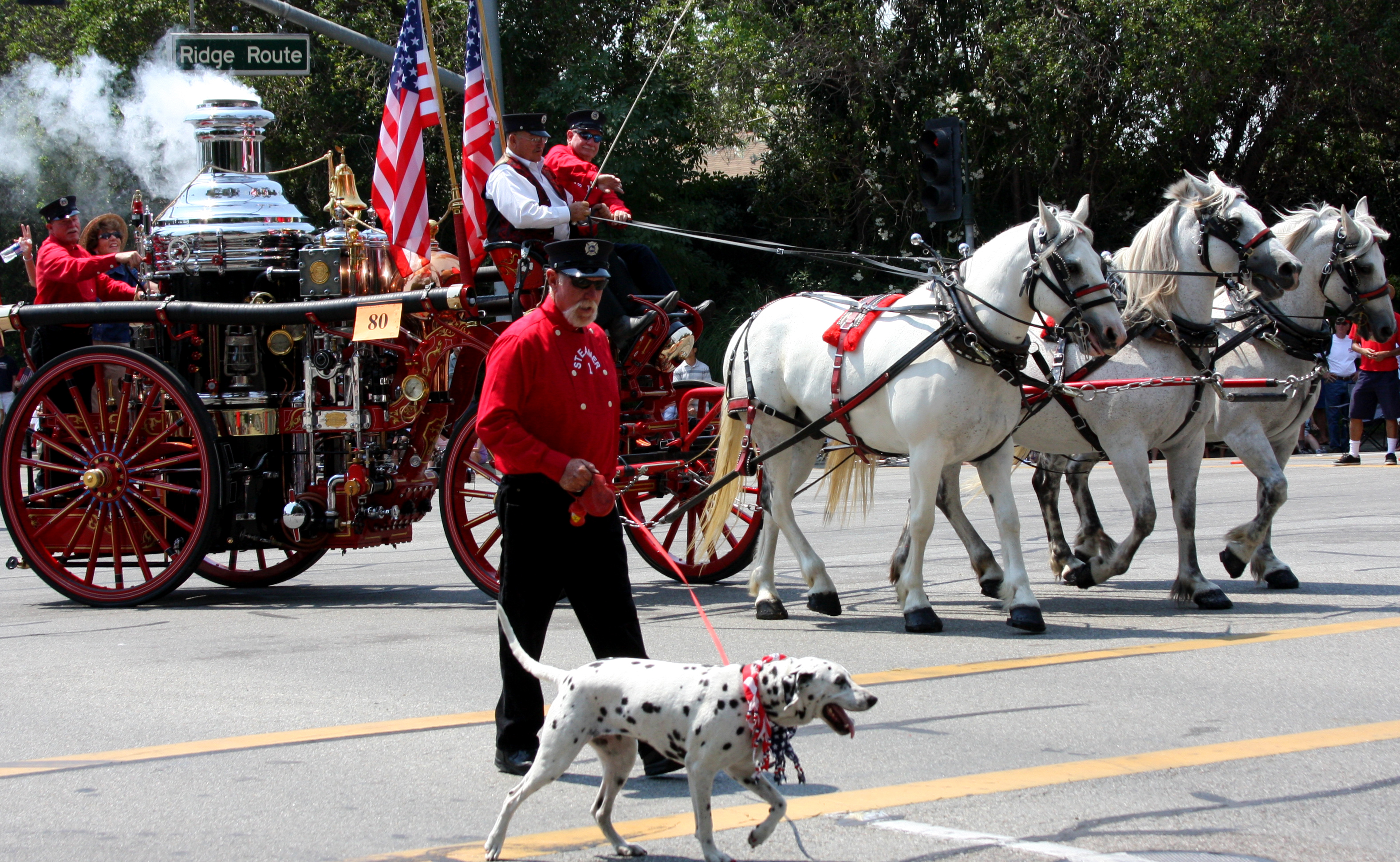
دالماسی در رژه خدمات آتش‌نشانی

### آتش‌نشانی
دالماسی‌ها با آتش‌نشانی مرتبط هستند، به ویژه در ایالات متحده. در روزهایی که موتورهای آتش‌نشانی با اسب کشیده می‌شدند، سگ‌ها از اسب‌ها محافظت می‌کردند، چرا که اسب‌ها به راحتی می‌توانستند در صحنه آتش‌سوزی احساس ناراحتی کنند. دالماسی‌ها به خاطر خویشاوندی طبیعی خود با اسب‌ها و سابقه استفاده به عنوان سگ کالسکه انتخاب محبوبی برای این شغل بودند.
با جایگزینی موتورهای آتش‌نشانی اسب‌کش با موتورهای بخار و دیزلی، این نقش غیرضروری شد. دالماسی‌ها به دلیل تاریخچه خود، اغلب به عنوان نماد سرویس آتش‌نشانی عمل می‌کنند و همچنان توسط بسیاری از آتش‌نشان‌ها به عنوان حیوان خانگی انتخاب می‌شوند.

## ۱۰۱ سگ خالدار
در پی انتشار رمان صد و یک سگ خالدار در سال ۱۹۵۶ که توسط نویسنده بریتانیایی دودی اسمیت نوشته شده بود و بعدها به دلیل دو فیلمی که از سوی والت دیزنی پیکچرز بر اساس این کتاب ساخته شد، محبوبیت نژاد سگ دالماسی بسیار افزایش یافت. فیلم صد و یک سگ خالدار، در سال ۱۹۶۱ منتشر شد و بعداً در سال ۱۹۹۶ بازسازی لایو-اکشن آن با نام ۱۰۱ سگ خالدار ساخته شد که آن هم در ادامه دنباله دیگری با نام ۱۰۲ سگ خالدار در سال ۲۰۰۰ دریافت کرد. در ۲۰۰۳، دیزنی ۱۰۱ سگ خالدار ۲ را منتشر کرد که دنباله رسمی فیلم اصلی محصول ۱۹۶۱ بود. صاحبان اولیه تعداد زیادی از سگ‌های نژاد دالماسی را رها کردند و همین امر باعث شد که سرپناه‌های حیوانات از این سگ‌ها پر شوند. در نتیجه سازمان‌های نجات سگ‌های دالماسی شکل گرفتند تا از سگ‌های ناخواسته مراقبت کنند و خانه‌های جدیدی را برایشان پیدا کنند. ثبت نام نژاد سگ‌های دالماسی در AKC (American Kennel Club) طی سال‌های ۲۰۰۰ تا ۲۰۱۰ حدود ۹۰٪ کاهش یافت. همچنین دو مجموعه پویانمایی تلویزیونی بر اساس این مجموعه تولید شدند که اولی  101 Dalmatians: The Series  (۱۹۹۷–۱۹۹۸) و دومی 101 Dalmatian Street (۲۰۱۹–۲۰۲۰) بود.

## لویی
یکی از سگ‌های معروف نژاد دالماسی در فرهنگ عامه Louie یا "Lou Dog" است، سگ گروه راک سوب‌لایم. Lou Dog در سال ۱۹۹۰ توسط خواننده بردلی نوول به عنوان یک توله سگ به فرزندخواندگی گرفته شد و به بخش مهمی از تصویر گروه سوب‌لایم تبدیل شد. این سگ اغلب در زمانی که گروه اجرای برنامه داشت روی صحنه قدم می‌زد و در موزیک ویدیوهای گروه نیز حضور می‌یافت. علاوه بر این، نوول اغلب در متن ترانه‌ها به لویی اشاره می‌کرد که یک مثال آن در محبوب‌ترین آهنگ این گروه یعنی What I Got است ("...livin' with Louie Dog's the only way to stay sane".)
بعد از مرگ نوول، مدیر برنامه گروه تا هنگام مرگ لو داگ در سال ۲۰۰۱ از او مراقبت کرد.

## گشت پنجه‌ای
پویانمایی تلویزیونی محبوب کانادایی گشت پنجه‌ای سگی از نژاد دالماسی را به عنوان یکی از شخصیت‌های اصلی به نام 'مارشال' به نمایش می‌گذارد که یک آتش‌نشان و امدادگر است.